# 2167 Erin
2167 Erin è un asteroide della fascia principale. Scoperto nel 1971, presenta un'orbita caratterizzata da un semiasse maggiore pari a 2,5440801 UA e da un'eccentricità di 0,1817412, inclinata di 6,03365° rispetto all'eclittica.
L'asteroide è stato dedicato da George Punko, dell'Osservatorio astronomico di Perth, a sua figlia Erin.